# Три сердца и три льва
«Три сердца и три льва» (англ. Three Hearts & Three Lions) — фэнтезийный роман Пола Андерсона, образец поджанра героическое фэнтези. Журнальная версия была опубликована в «Fantasy & Science Fiction» в 1953 году, сразу после написания. Расширенный книжный вариант был издан в 1961 году.

## Сюжет
Начало Второй мировой войны. Главный герой Хольгер Карлсен (датчанин, проживающий в США) возвращается на родину и вступает в ряды Сопротивления.  Во время одной из операций он получает ранение в голову…
Когда Хольгер в лесу приходит в сознание, то обнаруживает, что находится в странном мире, похожем на Средневековье. Помимо обычных людей, в этом мире обитают ведьмы, гномы, кобольды, русалки, оборотни, драконы, великаны, тролли и множество других, необычных для нашего мира, существ (например, Кладбищенская Лошадь — жуткое существо; последнее «препятствие» Хольгера и его небольшого отряда на пути к овладению мечом Кортана). Волею судьбы Хольгер оказывается втянут в гущу событий и ему приходится возглавить борьбу с силами Хаоса.

### Особенности
На первый взгляд, сюжет с главным героем-попаданцем (персонажем, перемещённым в другую реальность пространства и времени) кажется заезженным, уже использованным тысячами авторов, пишущих в жанре фэнтези. Однако стоит взглянуть на время написания романа, чтобы пересмотреть своё отношение к этому произведению. В романе переосмыслены (и местами даже переосмеяны) многие средневековые мифы и легенды (чего стоит только финальная сцена с Кортаной — «мечом в камне», хотя и она по-своему хороша). «Три сердца и три льва» — весьма примечательная книга в жанре классического героического фэнтези, где в битве Порядка с Хаосом решающую роль исполняет концепция вечного героя (как оказалось, Карлсен — он же Хольгер Данске, Огир ле Даноис / Ожье Датчанин — тоже вечен).

## Герои
- Хольгер Карлсен — главный герой, волшебным образом ставший рыцарем.  Является ключевой фигурой в извечной борьбе сил Добра и Зла, Порядка и Хаоса. Как и в известном романе Марка Твена о находчивом янки («Янки при дворе короля Артура»), Хольгер использует знания человека XX века применительно к Средневековью (например, победа над драконом с помощью базовых знаний термодинамики, или состязание с великаном в загадках). Однако со временем Хольгер осознает, что реальность этого волшебного мира ему откуда-то знакома…
- Папиллон («Мотылёк») — конь главного героя.
- Алианора, «Дева-лебедь» — верная спутница, а в дальнейшем и возлюбленная главного героя. Являясь символом непорочности (неоднократно появляется верхом на спине единорога), девушка в то же время выступает носительницей любовной линии романа.
- Гуги — представитель лесного народа, гном. Провожатый Хольгера в "цивилизованный" город Фаэр. По мере повествования Гуги трансформируется из мелкого брюзжащего ворчуна в отважного и верного соратника.  Погибает в битве с пещерным троллем.
- Сарах — экс-король Мавритании; таинственный сарацин, разыскивающий Хольгера задолго до того, как тот оказался в этом мире. Так получилось, что они уже встречались, только не здесь, и не в этом времени…
- Мамаша Герда (эпизодический персонаж) — первая, кто встречается Хольгеру в новом для него мире. Типичная ведьма: с чёрным котом, ветхой избушкой и странным нравом. Но, вопреки традиции, нашего «героя-молодца» не ест, а наоборот, старается помочь ему в сложившейся ситуации.
- Альфрик — наместник Фаэра, герцог. При поддержке феи Морганы стремится убрать Карлсена из участников предстоящей битвы между Порядком и Хаосом, лицемерно заманив его в Бугор (что-то типа поляны фей, внутри которой время течет медленнее, чем снаружи). Когда этот план рушится, слуги герцога (фарисеи) уже не скрывают своей враждебности по отношению к герою и его компании.
- Фея Моргана — волшебница. Однажды ей уже удалось усыпить Хольгера на Авалоне, но он вырвался, когда его родине угрожала опасность. Ситуация повторяется, только Моргана более предусмотрительно решила нанести упреждающий удар.
- Мартинус — маг и чародей, раскрывающий Карлсену теорию его появления (или возвращения?) в этот мир. Согласно ей, в битвах между Порядком и Хаосом всегда принимает участие светлый паладин (подобно Карлу, Роланду или Артуру), который пробуждается или силой выдёргивается из любого другого пространства тогда, когда он нужен силам Добра.

## Издания на русском языке
Роман «Три сердца и три льва» неоднократно издавался в СССР и России. Впервые был издан в переводе Александра Бушкова в «Альманахе „Енисей“» в 1989 году. В дальнейшем издавался также в переводах И. Труфановой, Э. Гюннера, А. Бурцева, А. Александровой и В. Ковалевского.